# Minho (utónév)
A Minho koreai férfiutónév, 1980-ban a 9. leggyakoribb fiúnév volt Dél-Koreában.

## Híres Minhók
- Cso Minho (1987–), dél-koreai jégkorongozó
- Cshö Minho (1993–), a SHINee együttes tagja
- I Minho (1982–), Boom művésznéven dél-koreai rapper
- I Minho (1987–), dél-koreai színész
- Kang Minho (1985–), dél-koreai baseballjátékos
- Kim Minho (1985–), dél-koreai labdarúgó
- I Minho (1993–), dél-koreai színész